# Trieste (batyskaf)
Trieste – batyskaf, który w 1960 roku dotarł jako pierwszy pojazd załogowy do najgłębszego punktu na Ziemi – Głębi Challengera (głębokość: 10 912 metrów), znajdującego się w Rowie Mariańskim.

## Opis batyskafu

Schemat budowy

Projektantem batyskafu był szwajcarski naukowiec August Piccard. Kulista kapsuła batyskafu została wyprodukowana przez włoskie przedsiębiorstwo Acciaierie Terni, natomiast górna część została zbudowana przez firmę Cantieri Riuniti dell’ Adriatico z siedzibą w wolnym mieście Triest (wówczas na terytorium Wolnego Terytorium Triestu).
Po raz pierwszy batyskaf został użyty 26 sierpnia 1953 roku w pobliżu wyspy Capri na Morzu Śródziemnym.
W 1957 roku kupiła go Marynarka Wojenna Stanów Zjednoczonych.
Częściowa makieta batyskafu Trieste znajduje się w muzeum wody Hydropolis we Wrocławiu.

## Zanurzenie na dno Rowu Mariańskiego
W listopadzie 1959 roku rozpoczął się Projekt Nekton, mający na celu zbadanie Rowu Mariańskiego.
23 stycznia 1960 roku oficer marynarki Don Walsh i syn konstruktora batyskafu, Jacques Piccard, zeszli na dno najgłębszego punktu na Ziemi. Aparatura pokładowa wskazywała wówczas głębokość 11 521 metrów, jednak po wynurzeniu dokonano korekty pomiarów dającej rezultat 10 916 metrów. Pomiary z lat późniejszych wskazywały głębokość w tym miejscu wynoszącą ok. 10 912 metrów.
Zanurzanie zajęło ponad 9 godzin. Na dnie Rowu spędzili około 20 minut. Z dna udało się nawiązać kontakt ze statkiem na powierzchni – przesłanie głosu za pomocą sonaru trwało 7 sekund w jedną stronę. Temperatura wewnątrz batyskafu wynosiła 7 stopni Celsjusza.
Batyskaf Trieste był również używany do poszukiwania zatopionego USS „Thresher” (SSN-593) w głębinach Oceanu Atlantyckiego.
 